# Кроссированный чек
Кроссированный чек (в переводе — перечёркнутый чек) — это чек, на лицевой стороне которого проведены две параллельные линии по диагонали.
Кроссированный чек не может быть непосредственно обменян на наличные деньги, его оплата производится только через кредитное учреждение. При этом владелец чека предъявляет его в банк, а банк производит списание средств со счёта лица или организации, выписавшей чек, и зачисляет денежные средства на счёт предъявителя чека. При этом в общем случае при отсутствии дополнительных пометок, вопреки обывательскому заблуждению, чек может служить средством оплаты, вследствие чего может менять владельца без предварительного контроля лица, выписавшего чек (чекодателя).

## Понятие кроссирования и его виды
Кроссированием называется нанесение особой пометки на чек. Пометка наносится либо в виде косой черты, либо в виде надписи, которая имеет определённое значение. Также могут одновременно наноситься и надпись, и косая черта. Кроссировать чек может как чекодатель, так и чекодержатель.
Различают общее и специальное кроссирование:
- При общем кроссировании в чек не вписывается наименование кредитного учреждения, но может указываться пометка «банк»[2]. При таком способе кроссирования не производится оплаты наличными при предъявлении чека, а осуществляется перевод на банковский счёт получателя.
- При специальном кроссировании между линиями на чеке вписывается наименование кредитной организации. В случае специального кроссирования чек может быть оплачен только на счёт в поименованной кредитной организацией.[3]